# Joan Armangué i Ribas
Juan Armangué y Ribas (Figueras, 1953) es un economista y político español, autor de varios libros.

## Biografía
Hijo de Vicente Armangué Salleras y de Rosa Ribas Gebrat, es el mayor de dos hermanos. Está casado con María Ángeles Vila y tiene dos hijos.
Estudió bachiller en el Instituto Ramón Muntaner y se licenció en Ciencias económicas y empresariales por la Universidad Autónoma de Barcelona. Armangué trabajó muchos años en una entidad bancaria y, paralelamente, se comenzó a implicar en política, siendo militante del PSC. Fue cabeza de lista para la capital del Alto Ampurdán y, aunque los primeros intentos fueron insatisfactorios, Armangué fue elegido alcalde de Figueras en el año 1995, cargo que ejerció hasta el 2007, siendo substituido por Santi Vila. Antes fue diputado provincial de Gerona, consejero comarcal y regidor del ayuntamiento de Figueres por el PSC, desde 1983. En total trabajó durante 24 años en el ayuntamiento de dicha ciudad, un récord que antes había sido ostentado por el alcalde republicano federal Martín Carreras Rebujent, con veinte años aproximadamente.
Durante su mandato impulsó el área de cultura, mediante la celebración de homenajes a figuerenses ilustres y potenciando el área de publicaciones. Urbanísticamente hablando, las principales actuaciones fueron la reforma de la Rambla de Figueres, el Parque-Bosque municipal y la llegada del AVE a la estación de Figueres-Vilafant.
Armangué ha formado parte del consejo ejecutivo de la Federación de Municipios de Cataluña, donde presidió la comisión de Salud, Consumo, Comercio y Turismo, ha sido presidente de la Fundación Salut Empordà y de la Fundación Clerch y Nicolau, ha sido vicespresidente del Consorcio Hospitalario de Cataluña y vicepresidente primero de la Fundación Gala-Salvador Dalí, también fue miembro fundador de la Fundación Ernest Lluch.
Actualmente es delegado de la Fundación Cataluña Europa en el Ampurdán y voluntario de la Cruz Roja en un proyecto de microcréditos. Dirige los programas Jornadas en el Ampurdán, el paisaje como activo económico y Diálogos sobre el Ampurdán, que se emiten en Ampurdán Televisión y Televisión Costa Brava respectivamente.
En el año 2015 publica el libro Gent de l'Empordà, publicado por Viena Ediciones, con prólogo de Vicenç Pagès, un resumen de 27 artículos publicados en el Semanario del Alto Ampurdán dedicados a 40 ampurdaneses ilustres y históricamente singulares como Abdón Terradas, Pep Ventura, Joan Arderius, Marià Pujulà, Josep Puig Pujades, Joaquín Xirau Palau, Josep Pla, Carles Fages de Climent, Alexandre Deulofeu, Salvador Dalí, Antoni Pitxot y sus descendientes, Met Miravitlles, Ramón Canet, Ramón Reig, Marià Baig, Evarist Vallès, Ernest Fortiana, Maria Verdaguer, Ramón Guardiola, Emili Pallach, Montserrat Vayreda, Carme Guasch, Maria Àngels Anglada, Eduard Bartolí, Ernest Lluch, Fabián Estapé, Ramon Boixados, Pere Portabella, Pasqual Maragall, Ferran Adrià, Albert Gurt, Joel González i Narcís Monturiol entre otros.
En el año 2016 publica en Brau Edicions, el libro La Caja del Ampurdán para la Vejez y los ahorrosː 100 años de "La Caixa" en Figueras, que es la undécima publicación sobre temática ampurdanesa.

## Obra
- Reactivar Figueras. Economía y Ciudad (1993).
- La economía del Port de la Selva (1995).
- Figueras, ciudad abierta (2003).
- Hagamos Ampurdán. Economía y territorio (2008).
- Ernest Lluch y la economía del Ampurdán (2010).
- Una idea del Ampurdán dentro del espacio catalán transfronterizo (edición digital en 2010, y edición impresa en 2011).
- La pesca dentro de la economía del Port de la Selva (2011).
- Figueras en positivo. Pensamientos y reflexiones del día de mañana (2012).
- Compromiso con Figueras. Un canto a la vida de Josep Casero y María Rosa Ymbert (2013).
- Gente del Ampurdán (2014).
- La Caixa del Ampurdán para la Vejez y de Ahorrosː 100 años de "La Caixa" en Figueras (2016).
- Cámara Agrícola del Ampurdánː arquitectura, economía, sociedad (2016).[8]
- Rafael Ramis (1880 - 1936) catalanista, republicano, socialista y masón.
- Historias de alcalde (Figueras 1995 - 2007) (2021).
- La Juventud de la revolución de Josep Pallach (2021).